# Bergstrand (Mondkrater)
Bergstrand ist ein Einschlagkrater auf der von der Erde aus unsichtbaren Rückseite des Mondes. Er liegt südöstlich des großen Kraters Aitken und nordöstlich der Wallebene Vertregt.
Der Rand von Bergstrand ist annähernd kreisförmig mit Ausnahme des Südwestens, wo der vergleichsweise große Satellitenkrater Bergstrand Q in die äußere Wandung eindringt. Ansonsten weist der Kraterrand bis auf einen winzigen Krater, der den Südrand überlagert, nur geringfügige Erosionsspuren auf. Der Kraterboden ist ziemlich eben und nur von wenigen, winzigen Kratern gezeichnet.
| Buchstabe | Position            | Durchmesser | Link |
| --------- | ------------------- | ----------- | ---- |
| G         | 19,81° S, 179,54° O | 32 km       |      |
| J         | 20,26° S, 178,3° O  | 33 km       |      |
| Q         | 19,94° S, 175,41° O | 63 km       |      |